# Église Saint-Jacques de Handsworth
Pour les articles homonymes, voir Église Saint-James.
L'église Saint-Jacques (anglais : St James' Church) est une église paroissiale à Handsworth (Birmingham). Elle est érigée en 1838-1840, (Handworth était à cette époque dans le comté de Staffordshire) sur un terrain donné par John Crockett du New Inns Hotel avoisinant,.  
L'architecte était Robert Ebbles, de Wolverhampton, qui était spécialisé dans les églises de style néogothique. Un nouveau chœur fut ajouté en 1878 et le bâtiment fut reconstruit en 1895 par Julius Alfred Chatwin. Le chœur originel devint ainsi la chapelle nord, la nef devint l'aile nord et la tour ouest fut redésignée comme la tour nord-ouest. Les agrandissements furent une nouvelle chapelle, une nef et une aile sud. Le style décoratif de Chatwin (avec des briques rouges) contraste avec l'édifice en pierres original. 
La paroisse de l'église fut créée en 1854 hors de celle de Sainte-Mary. Des parts furent cédées aux paroisses de Saint-Peter en 1907 et de Saint-Andrew en 1914.
Le compositeur notable Theodore Stephen Tearne (en) (né en 1860) fut organiste à l'église Saint-Jacques de 1904 à 1908, juste avant son émigration en Australie.
L'ancien registre des baptêmes, mariages et enterrements est conservé aux archives de la bibliothèque de Birmingham.
En mai 2014, le vicaire est le révérend David Isiorho, un ancien assistant social et membre du conseil éditorial du journal Black Theology,. Le culte est mené dans la tradition de la « Haute Église » anglicane. L'église est située à l'angle de la rue Saint-James, à laquelle elle a donné son nom, et de la rue Crocketts. Elle est rattachée au diocèse anglican de Birmingham.